# Celebrity Millennium
Celebrity Millennium — флагман круизных лайнеров класса Millennium, эксплуатируемых компанией Celebrity Cruises.
Помимо Millennium компания управляет ещё тремя кораблями этого класса: Constellation, Infinity и Summit.

## Описание
Millennium был построен на судовой верфи Chantiers de l'Atlantique в городе Сен-Назер, Франция. При запуске в 2000 году судно стало первым в мире кораблём, использующим турбопаровую электростанцию COGAS. Комбинированный газ и пар (COGAS) - это название, данное судовым гибридным силовым установкам, содержащим газовые и паровые турбины, последние приводятся в движение паром, генерируемым с использованием тепла от выхлопных газов газовых турбин. Это позволяет уменьшать потери энергии, что ведёт к повышению экономичности.
Millennium имеет ресторан, который содержит деревянные панели, первоначально использовавшиеся в RMS Olympic, корабль такого же класса, как известный RMS Titanic, а также HMHS Britannic. Эти элементы отделки были демонтированы и сохранены перед тем, как RMS Olympic был продан на металлолом в 1935 году.
Основные рестораны на корабле — это двухуровневый главный обеденный зал на нижних палубах в корме корабля, названный Metropolitan, и большая зона на палубе 10 со шведским столом, в котором подают завтрак, обед и ужин.
В настоящее время судно выполняет маршруты на 7-14 дней, в основном, в Юго-Восточной Азии из Сингапура и Гонконга, с октября по март и Аляске из Ванкувера и Сьюарда, с апреля по сентябрь.

## Происшествия
11 сентября 2001 года Millennium находился в морском порту Афин, Греция. Помимо круизных пассажиров, на борту находились гости, участвующие в рекламно-маркетинговом мероприятии, которое проводилось на судне. После получения новостей об атаках на небоскрёбы в США, мероприятие было свёрнуто, и все, кроме пассажиров и экипажа, были удалены с корабля. Все запланированные мероприятия, кроме обслуживания в ресторанах, были отменены. На следующий день, когда корабль покинул порт и находился в открытом море, небольшой частный самолёт, летающий в непосредственной близости от судна, вызывал панику среди пассажиров на палубе. Самолёт в конце концов улетел.
В мае 2011 года женщина-пассажир в возрасте шестидесяти лет была объявлена пропавшей без вести с корабля. При высадке пассажиров к конечном порту круиза в Сан-Диего её не оказалось на корабле, при этом все вещи пассажирки находились в её каюте. Камеры безопасности на корабле показали, что она сознательно спрыгнула с корабля в открытом море после предпоследней остановке в круизе в Кабо-Сан-Лукасе.
21 апреля 2012 года корабль на три недели был отправлен из Майами в сухой док на Багамских островах где проводились ремонтные работы, требующие полного поднятия корабля из воды.
9 августа 2013 года на борту судна возникла проблема с двигателем, что вызвало задержку с прибытием в конечный пункт маршрута, город Сьюард. По прибытии, Millennium остался в этом порту до 13 августа 2013 года для проведения ремонтных мероприятий. Это сорвало график маршрута следующего круиза, остановки которого были запланированы в аляскинских портах Джуно, Скагуэй и Кетчикан. Этот круиз был значительно сокращён, и корабль проследовал в конечную точку Ванкувер без каких-либо заходов в промежуточные порты. Пассажирам, путешествующим в этом рейсе, были предложены значительные компенсации, либо полный возврат денежных средств при отказе от круиза.
18 августа 2013 года, в круизе по Аляске, после выхода из порта Кетчикан, возникла ещё одна проблема с двигателем, которая вынудила капитана принять решение о возврате судна в Кетчикан. Береговая охрана США запретила отплытие судна с пассажирами без ремонта двигателя. После нескольких дней и безуспешных попыток ремонта оставшаяся часть путешествия была отменена, и компания-оператор судна Celebrity Cruises организовала бесплатный трансфер для всех пассажиров в Сиэтл, Ванкувер и Анкоридж. Также клиенты получили компенсацию. Из-за этой поломки следующие пять круизов также были отменены, а судно отправилось в свой сухой док на Багамских островах для капитального ремонта винторулевой установки Rolls-Royce Mermaid. Этот ремонт, с учётом компенсации пассажирам, стоил компании около 13 миллионов долларов.